# Abies cilicica
Abies cilicica és una espècie de conífera de la família de les pinàcies, nativa del pròxim Orient i Turquia i cultivada a Europa central com a planta ornamental.

## Descripció

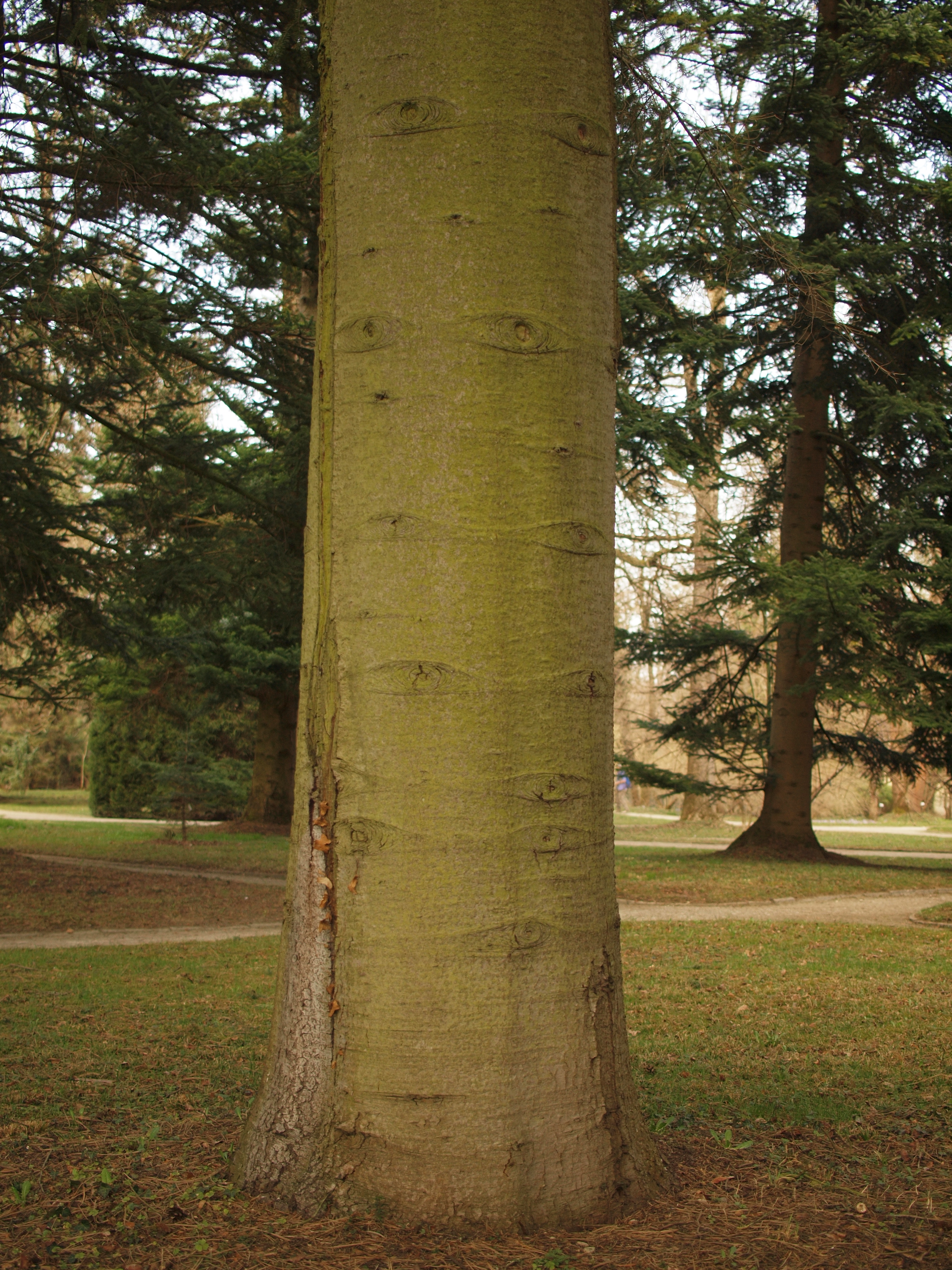
Tronc

És un arbre molt semblant a l'avet del Caucas (Abies Nordmanniana), té un port gairebé piramidal, estret, robust, ateny els 25-30 m d'alçada i un diàmetre de 75 a 210 cm. L'escorça és inicialment suau (més llisa que l'avet del Caucas) i a les branques joves és de color groc rogenc a gris verdós oliva. Els branquillons de l'any són glabres i de color marró daurat pàl·lid. Les fulles són estretes com agulles de color verd brillant, acaben en punxa. Es diferencia de l'avet del Caucas per tenir una disposició als brots molt més distanciada i per que desprenen una olor que recorda a la del julivert. El període de floració és al maig, i les llavors maduren al setembre-octubre. Els cons són cilíndrics de color vermell marronós tenen una longitud de 15 a 30 cm i un diàmetre de 4 a 6 cm., i presenten unes bràctees ocultes. Les llavors alades són de color vermell marronós, i aproximandament de 5 cm de llarg.

## Hàbitat i distribució
Es troba al Líban, Síria i Turquia. A les Muntanyes del Taure, a altures des de 1.000 a 2.100 m, sobre sòls clacaris, esquelètics i ben drenats. Prefereix un clima suau, amb hiverns humits i estius secs. A les Muntanyes del Taure forma grans colònies pures o barrejades amb els boscos de cedre del Líban a altures superiors als 1.900 m al vessant sud i oest, juntament amb els faigs.

## Taxonomia
Abies cilicica va ser descrita per (Antoine i Kotschy) Carrière i publicada a Traité Général des Conifères 299. 1855.

### Sinonímia
- Abies cilicica var. pyramidalis Boydak & Erdórul
- Abies kotschyana Fenzl ex Tchich.
- Abies rinzii Gordon
- Abies selinusia Carrière
- Abies tchugatskoi Lawson ex Gordon
- Picea cilicica (Antoine & Kotschy) Rauch. ex Gordon
- Pinus cilicica Antoine & Kotschy
- Pinus tchugatskoi Fisch. ex Henkel & Hochst.[6]